# Furnya Forest Park
Der Furnya Forest Park (Schreibvariante: Furuyar Forest Park) ist ein Waldgebiet im westafrikanischen Staat Gambia.

## Topographie
Das 405 Hektar große Waldgebiet liegt in der West Coast Region im Distrikt Kombo Central und wurde wie die anderen Forest Parks in Gambia zum 1. Januar 1954 eingerichtet. Es liegt südlich der South Bank Road, Gambias wichtigster Fernstraße, rund vier Kilometer vom Zentrum von Brikama entfernt. Das ungefähr 2,7 breite und 2,9 Kilometer lange Gebiet reicht im Westen bis an den Siedlungsgebiete von Brikama heran. Im Osten wird das Gebiet durch die Fernstraße begrenzt, die nach Süden als senegalesische N 5 nach Bignona führt.